# Île de loisirs de Vaires-Torcy

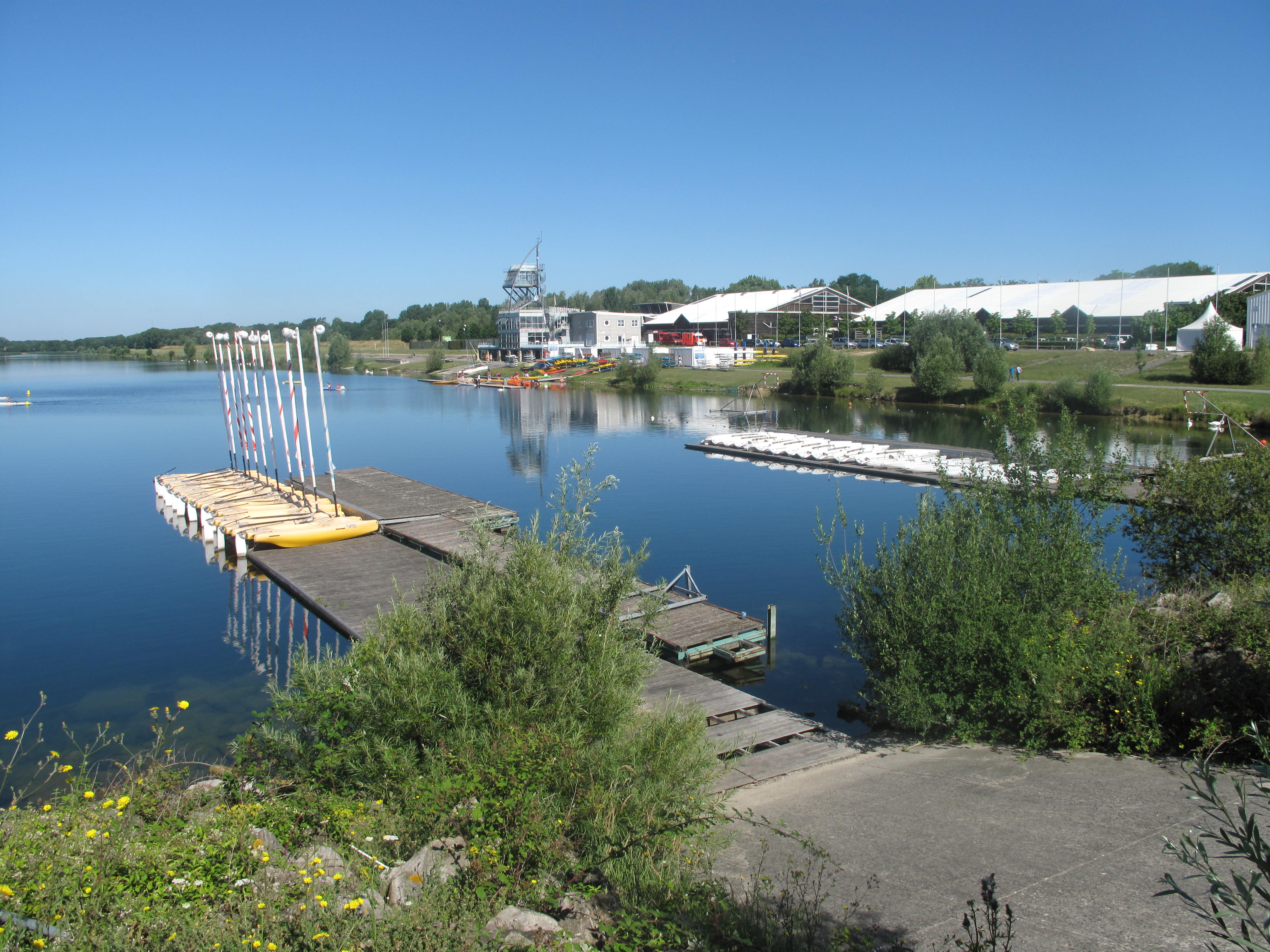
Le lac de la base nautique, vue du côté Vaires

L'Île de loisirs de Vaires-Torcy est une base de plein air et de loisirs située sur les communes de Vaires-sur-Marne, Chelles et Torcy, dans le département de Seine-et-Marne. Elle est l'une des 12 îles de loisirs de la région Île-de-France.
Elle est située à 25 km de Paris et de Meaux, à 20 km de Bobigny et de Créteil. Le site est notamment accessible en automobile par l'A104.

## Présentation
L'île de loisirs forme une seule entité répartie sur deux sites. Le site de Vaires est situé sur la commune de Vaires-sur-Marne et de Chelles. Le site de Torcy est sur la commune de Torcy sur le territoire de la ville nouvelle de Marne-la-Vallée.
Les deux sites sont reliés par une piste cyclable en site propre :
- Torcy avec 150 ha répartis autour de deux plans d'eau (dont l'espace baignade), un golf et un poney club ;
- Vaires avec 200 ha comprenant le Stade Nautique Olympique avec son stade d’eaux-vives et un plan d'eau de 90 ha où se pratiquent l’aviron, le canoë-kayak et la voile, un pôle hébergement ainsi qu’un complexe sportif raquette et fitness.

Elle dispose de trois entrées automobiles et six entrées piétons. 1 000 places de stationnement automobile y sont proposés.

## Gestion
L'île de loisirs est, comme toutes celles d’Ile-de-France, propriété de la Région.
Les espaces boisés sont gérés par l'Agence des espaces verts de la Région Île de France, établissement public dépendant du Conseil régional, qui en a confié la gestion à l'ONF.
La base emploie une centaine de personnes en haute saison et la fréquentation annuelle est estimée à 612 000 visiteurs. Le nombre de visites est relativement homogène dans l'année avec notamment 23% de la fréquentation sur les mois de juillet et août (15 700 visiteurs par semaine). 62 % des visiteurs résident dans une commune située à moins de 10 km de l'île.
Le site de Torcy est équipé d'une plage payante aménagée et surveillé, ouverte de 10 h à 19 h. Cette plage est très prisée durant les week-ends estivaux et les grandes vacances.

## Histoire
La base de plein-air et de loisirs est aménagée sur le site d’une ancienne sablière qui était exploitée par la société Morillon-Corvol.
À l’origine il s'agissait de deux bases différentes séparées par la Marne. Celle situé à Torcy a ouvert au public en 1980 et celle de Vaires en 1990.

## Réaménagement de 2019
Le site a fait l'objet d'un réaménagement important, après 4 ans de travaux qui se sont achevés en 2019, pour accueillir les épreuves d'aviron et de canoë-kayak des Jeux olympiques 2024, ainsi que celles de paracanoë des Jeux paralympiques 2024. Un stade nautique, conçu par l'Agence d'architecture Auer+Weber+Assoziierte, a été construit sur une emprise de 6 hectares pour un coût de 75 millions d'euros.
Les fédérations françaises d'aviron (FFA) et de canoë-kayak (FFCK) y ont établi leurs sièges.
Le site accueille l'année suivante, les championnats d'Europe de slalom de canoë-kayak du 14 au 18 mai 2025

## Activités

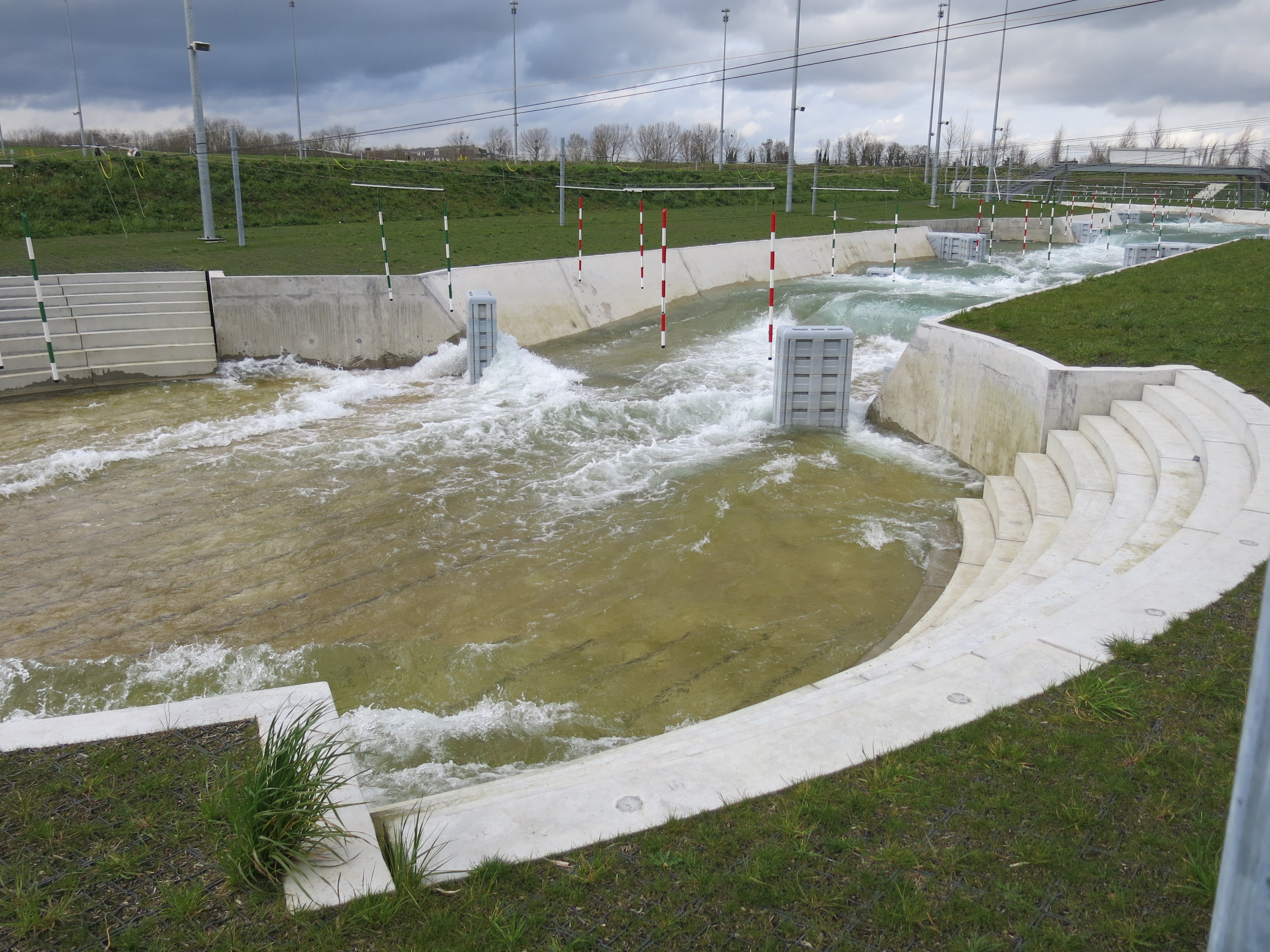
La rivière de compétition du stade d'eau vive

### Activités nautiques
- Baignade surveillée
- Catamaran
- Planche à voile
- Canoë-kayak, grâce à 4 rivières artificielles pour une longueur cumulée de 400 mètres dont une rivière de compétition de 300 mètres avec 2 000 places assises. Il s'agit du plus grand site de canoë-kayak du monde[4].
- Aviron
- Pédalo
- Stand up paddle

Le plan d’eau du site de Vaires, aux normes olympiques, permet la pratique de l’aviron et du canoë-kayak à un niveau de compétition.

### Activités de mise en forme
- Salle de fitness
- Salle de musculation

### Jeux de raquettes
- Squash
- Tennis
- Badminton

### Promenades
Il est possible de faire le tour des plans d’eau, les deux parties du parc sont reliées par une passerelle sur la Marne et une autre passerelle à l’ouest donne accès au parc de Noisiel, lui-même limitrophe du château de Champs-sur-Marne et de son parc. Les promeneurs sont nombreux les week-ends ensoleillés et la base est un lieu de pique-nique, elle possède d’ailleurs des aires aménagées à cet effet.

### Lieu d'événements
La base accueille le festival de musique électronique Marvellous Island.
Les parcours des courses de l'événement sportif Oxy'Trail, organisé par la Communauté d'agglomération Paris - Vallée de la Marne, passent par l'ile-de-loisirs : à la fois côté Torcy (en longeant la plage et le lac) et à la fois côté Vaires-sur-Marne (en longeant la rivière olympique de canoë-kayak) et le stade nautique.
D'autres événements sportifs (Somad, Mudgirls mais aussi les étapes de coupe du monde de canoë-kayak ou les championnats du monde juniors d'aviron 2023) et culturels (festival Karibbean) se déroulent également sur l'ile-de-loisirs Vaires/Torcy.

### Autres loisirs
- Golf 9 trous
- Aires de jeux
- Beach-volley
- Plage
- Poney-club

### Hébergements
140 lits d'hébergements sont réservés aux groupes sportifs ou scolaires, ainsi qu'une capacité d'accueil de 80 lits sous tente en campement.